# موقف الشريعة الإسلامية من المثلية الجنسية

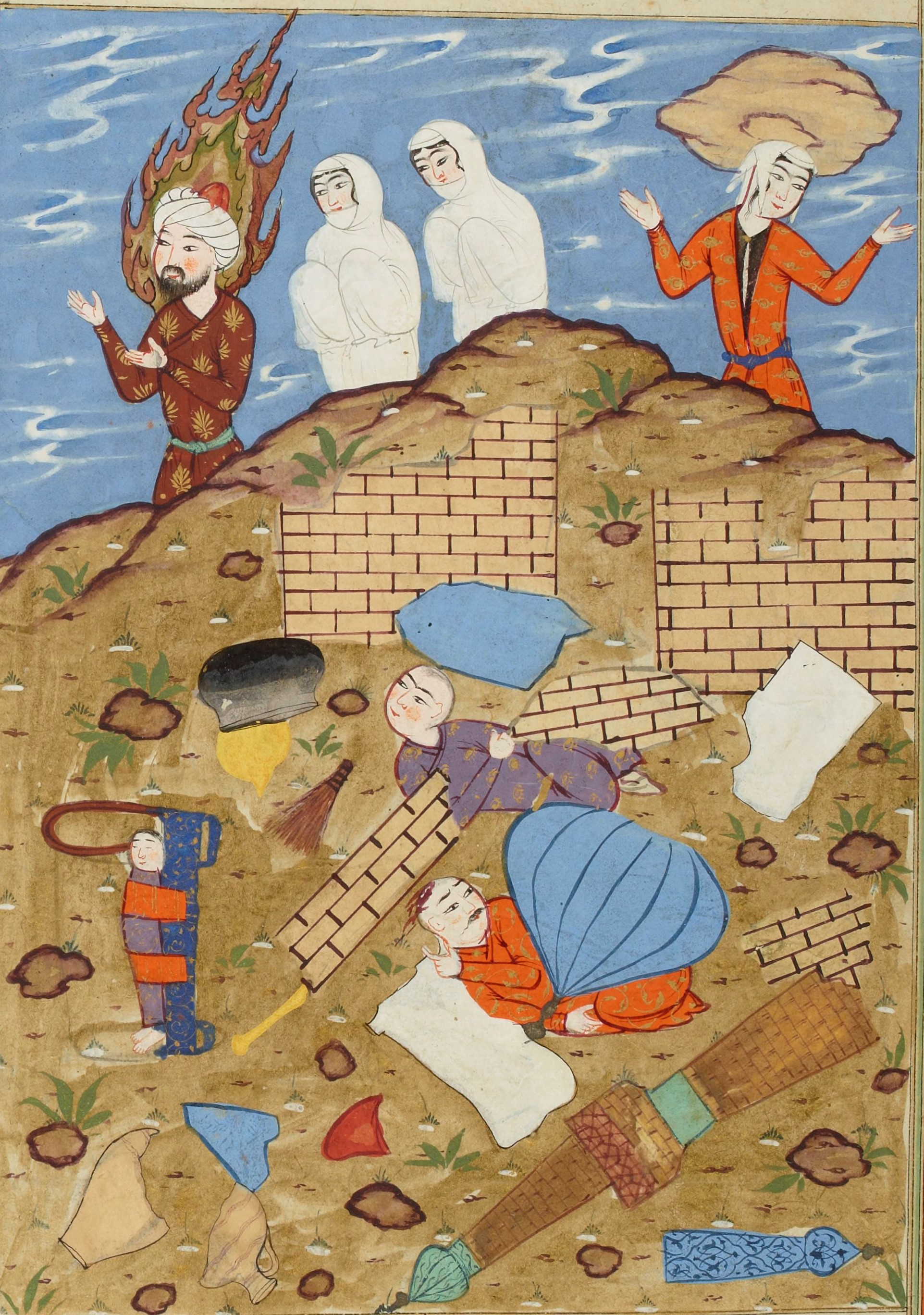
منمنمة فارسية، تصور هلاك قوم لوط (سدوم وعمورة)، وسقوط الحجارة على امرأة لوط، ونجاة لوط وابنتيه.

تنظر مدارس الشريعة الإسلامية والتي تعتمد على أسس قرآنية وأحاديث نبوية إلى أن المثلية الجنسية هي شذوذ جنسي وخروج عن فطرة الإنسان. ويصنف العلماء هذه العلاقة خطيئة وجريمة يجب أن يحاسب عليها المشارك فيها. ويُذكر في القرآن قصة «قوم لوط» الذين نزل بهم غضب من الله لأنهم ووفقًا لمعظم التفسيرات شاركوا بأفعال جسدية «شهوانية» بين الرجال. في علاقة المثليات الجنسية ليست معزرة بنفس القدر فالسحاق لا حد فيه لأنه ليس بزنى. وإنما فيه التعزير.
وقال ابن القيم في كتاب الجواب الكافي: «وَلَمَّا كَانَتْ مَفْسَدَةُ اللِّوَاطِ مِنْ أَعْظَمِ الْمَفَاسِدِ؛ كَانَتْ عُقُوبَتُهُ فِي الدُّنْيَا وَالْآخِرَةِ مِنْ أَعْظَمِ الْعُقُوبَاتِ...».

## وجهة النظر الدينية

### الشريعة الإسلامية
هناك العديد من الأساليب التي دعا فيها فقهاء الشريعة الإسلامية لمعاقبة مثليي الجنس أو مثليات الجنس الذين يقومون بممارسة أنشطة جنسية. إحدى أشكال الإعدام تتضمن تعريض الشخص الذي يمارس الجنس المثلي الذكوري للرجم بالحجارة حتى الموت على يد حشد من المسلمين، حيث يقول حديث للنبي محمد: «من وجدتموه يعمل عمل قوم لوط فاقتلوا الفاعل والمفعول به»  أجمع الفقهاء بأن أي شخص يمارس الجنس المثلي الذكوري يجب أن يقتل، واختلفوا في طريقة القتل.
علاقة المثليات الجنسية ليست معزرة بنفس القدر فالسحاق لا حد فيه لأنه ليس بزنى. وإنما فيه التعزير فيعاقب الحاكم من فعلت ذلك العقوبة التي تردعها وأمثالها عن هذا الفعل المحرم.

### القرآن
يوجد في القرآن سبع آيات تتحدث عن «قوم لوط» وهم نفسهم الذين وردوا في الكتاب المقدس ولكنهم معروفون في المسيحية بسكان «سدوم وعمورة» ، وتدميرهم من قبل الله يرتبط بشكل واضح بممارساتهم الجنسية المثلية. في سورة الشعراء: ﴿أَتَأْتُونَ الذُّكْرَانَ مِنَ الْعَالَمِينَ ۝١٦٥﴾ [الشعراء:165] والآية ﴿وَتَذَرُونَ مَا خَلَقَ لَكُمْ رَبُّكُمْ مِنْ أَزْوَاجِكُمْ بَلْ أَنْتُمْ قَوْمٌ عَادُونَ ۝١٦٦﴾ [الشعراء:166]. وفي سورة الأعراف، الآية: ﴿وَلُوطًا إِذْ قَالَ لِقَوْمِهِ أَتَأْتُونَ الْفَاحِشَةَ مَا سَبَقَكُمْ بِهَا مِنْ أَحَدٍ مِنَ الْعَالَمِينَ ۝٨٠﴾ [الأعراف:80] والآية: ﴿إِنَّكُمْ لَتَأْتُونَ الرِّجَالَ شَهْوَةً مِنْ دُونِ النِّسَاءِ بَلْ أَنْتُمْ قَوْمٌ مُسْرِفُونَ ۝٨١﴾ [الأعراف:81]
ويرى الدكتور سكوت سراج الحق كوجل (بالإنجليزية: Scott Siraj al-Haqq Kugle) صاحب كتاب المثلية في الإسلام (بالإنجليزية: Homosexuality in Islam) بأن هناك تفسير مختلف لقصة قوم لوط، حيث لم يكن التركيز فقط على الأفعال الجنسية التي مارسوها، ولكن رفضهم أيضاً الإيمان بنبوة لوط وكفرهم بالله.
في حين يجد آخرون بأن عقوبة قوم لوط كان مضاعفة على فعلتهم، فقد عاقب الله عز وجل قوم لوط بخسف الأرض وجعل عاليها سافلها، ثم أرسل عليهم حجارة من سجيل منضود، مسومة. في حين عاقب فرعون وقومه بالغرق فقط، وعاقب عادا بالريح فقط، وثمود بالصيحة فقط، وفي هذا دليل على قبح المعصية وشناعتها.
ذكر بعض العلماء في تفسير قوله تعالى: ” وَاللاتِي يَأْتِينَ الْفَاحِشَةَ مِنْ نِسَائِكُمْ فَاسْتَشْهِدُوا عَلَيْهِنَّ أَرْبَعَةً مِنْكُمْ فَإِنْ شَهِدُوا فَأَمْسِكُوهُنَّ فِي الْبُيُوتِ حَتَّى يَتَوَفَّاهُنَّ الْمَوْتُ أَوْ يَجْعَلَ اللَّهُ لَهُنَّ سَبِيلاً” النساء، أن المقصود بـ (اللاتي) هن السحاقيات اللواتي يمارسن الشذوذ فيما بينهن.

### الحديث والسيرة النبوية
تشير الأحاديث النبوية (وهي الأقوال والأفعال المنقولة عن النبي محمد) أن المثلية الجنسية لم تكن مجهولة في شبه الجزيرة العربية. وبالنظر لغياب نص قرآني يفصل في عقوبة المثلية الجنسية، اتجه الفقهاء إلى السيرة النبوية والتي وضحت كيفية إقامة الحدود.
في تسجيلات نقلها ابن الجوزي عن النبي محمد، يذكر بأنه لعن قوم لوط في عدة أحاديث نبوية، وأوصى بإعدام الفاعلين الاثنين. وقد لعن رسول الله صلى الله عليه وسلم من عمل عمل قوم لوط ثلاثا، ولم يلعن أحدا من أهل الكبائر ثلاثا إلا من فعل هذا الأمر.
وأورد الترمذي وأبو داود ومحمد بن ماجه وغيرهم أن النبي صلى الله عليه وسلم قال: (من وجدتموه يعمل عمل قوم لوط فاقتلوا الفاعل والمفعول به). وهو حديث صحيح صريح في عقوبة القتل للفاعل والمفعول به مطلقاً مرتكبي هذه الجريمة.
أما عن السحاق فقد ورد حديث روي عن النبي ﷺ :«السحاق زنى النساء بينهن»، ولقوله ﷺ: «إذا أتى الرجلُ الرجلَ فهما زانيان، وإذا أتت المرأةُ المرأةَ فهما زانيتان».

### أحكام الصحابة والمذاهب الإسلامية
ذكر الشوكاني في السيل الجرار « قد قتل اللوطي في زمن الخلفاء الراشدين، وأجمعوا على ذلك، ولا يضر اختلاف صفة القتل، وذهب إلى ذلك جماعة من العلماء». وكتب خالد بن الوليد إلى أبي بكر الصديق حول الموضوع، فاستشار أبو بكر الصديقُ الصحابةَ، فكان رد علي بن أبي طالب أشدها وقال« ما فعل هذا إلا أمة من الأمم واحدة، وقد علمتم ما فعل الله بها، أرى أن يحرق بالنار». فكتب أبو بكر إلى خالد فحرقه.
وينقل عالم الدين والداعية فتحي يكن في كتابه «الإسلام والجنس» بأن أحكام المذاهب الإسلامية لعقوبة المثلية الجنسية والاختلاف حولها. فيذكر بأن المذهب المالكي يرى بأن يتم رجم «الفاعل والمفعول فيه» سواء أكانا محصنين أو غير محصنين. في حين يجد مذهب الشافعي ومذهب أحمد ثلاث آراء:
- المثلية حكمها حكم الزنا، يرجم المحصن ويجلد ويغرب غير المحصن.
- الفاعل يرجم والمفعول فيه يجلد ويغرب
- عقوبة الفاعل والمفعول به القتل في كل حال.[21]

وينتقل الدكتور فتحي يكن في كتابه «الإسلام والجنس» إلى ذكر بأن عقوبة السحاق أو وطء البهائم هي التعزير.

### الأحكام الصادرة من العلماء المعاصرين في الإسلام
مع استثناءات قليلة جداً، يرى جميع علماء الشريعة الإسلامية أي نشاط جنسي من نفس الجنس على أنه جريمة تخضع للعقاب وينظر له على أنه خطيئة. على الرغم من عدم وجود عقوبة محددة جرى الاتفاق عليها، إلا أن ذلك، عادةً ما يتم تركه لتقدره السلطات المحلية حسب الشريعة الإسلامية.
يرى يوسف القرضاوي رئيس الاتحاد العالمي لعلماء المسلمين في المثلية الجنسية «انتكاساً في الفطرة ومفسدة للرجولة وظلماً للمرأة»، ويفسر القرضاوي بأن «شدة العقوبات إنما هي لتطهير المجتمع الإسلامي».
ذهبَ الداعية الإسلامي السعودي سلمان العودة في شريط مصور له أن المثلية فعلٌ آثم، لكنها لا تُخرج صاحبها من الإسلام، وجاء ذلك بعد انتقادات وجهت له بسبب مقابلة مع صحيفة سفينسكا داغبلادت وأضاف في فيديو نشره على حسابه الرسمي أن هناك إجماعاً بين علماء الدين الإسلامي على حرمة المثلية الجنسية، إلا أنهم اختلفوا ما إذا كانت العقوبة حداً أم تعزيراً متروكاً للحاكم.
استنكر شوقي علام مفتي الديار المصرية في حوار معه حادثة أورلاند، التي أودت بحياة 49 شخصا مثليًا، مؤكدًا أنه ليس لأحد الحق في إيذاء أو التعدي على المثليين جنسيًا، أو تطبيق القانون بيديه عليهم ضدهم بالرغم من كون المثلية الجنسية محرمة وغير مسموح بها في الإسلام.

## وصلات خارجية
- مجموعة فتاوى حول حد اللواط والشذوذ - موقع إسلام ويب